# Quai des Bulles
Quai des Bulles est un festival de la bande dessinée et de l'image projetée se déroulant à Saint-Malo. Par sa fréquentation, il est le 2e festival français du genre, après celui d'Angoulême. Il est particulièrement reconnu pour ses expositions.
La 40e édition du festival s'est tenue du vendredi 29 octobre au Lundi 1er novembre 2021, à la suite de l'annulation de l'édition 2020.

## Histoire
Il a été créé en 1981, au théâtre de Saint-Servan, par trois auteurs de bande dessinée bretons : Dieter, Jean-Claude Fournier et Alain Goutal. À l'origine, le festival était appelé Festival de la Bande dessinée et du Livre d'aventure, mais, depuis 1992, devant l'importance prise par le festival, il a été décidé par les organisateurs de scinder le festival en deux parties, Étonnants Voyageurs consacré à la littérature d'aventure et qui se déroule fin mai début juin et Quai des Bulles pour la partie Bandes dessinées, fin octobre.
En 1999, la fréquentation s'élève à 30 000 personnes et une centaine d'auteurs sont présents. L'édition 2005 a eu lieu les 28, 29 et 30 octobre 2005 avec 250 auteurs et plus de 80 stands. L'édition 2007 accueille 390 auteurs. L'édition 2010 a eu lieu les 8, 9, et 10 octobre, avec plus de 300 auteurs.
Le comité d'organisation du festival a compté et compte aujourd'hui de nombreuses personnalités du 9e art parmi lesquelles: Étienne Davodeau, Gégé, Joub, Laurent Lefeuvre, Michaël Le Galli, Nicoby, Lucien Rollin,.
Alain Goutal, Joe G. Pinelli, Jérôme Lereculey, Jean-Claude Fournier, Jean-François Miniac, Fred Salsedo et Dieter sont d'anciens membres du comité. L'association organisatrice du festival est largement financée par la ville de Saint-Malo mais aussi par divers partenaires publics et privés.

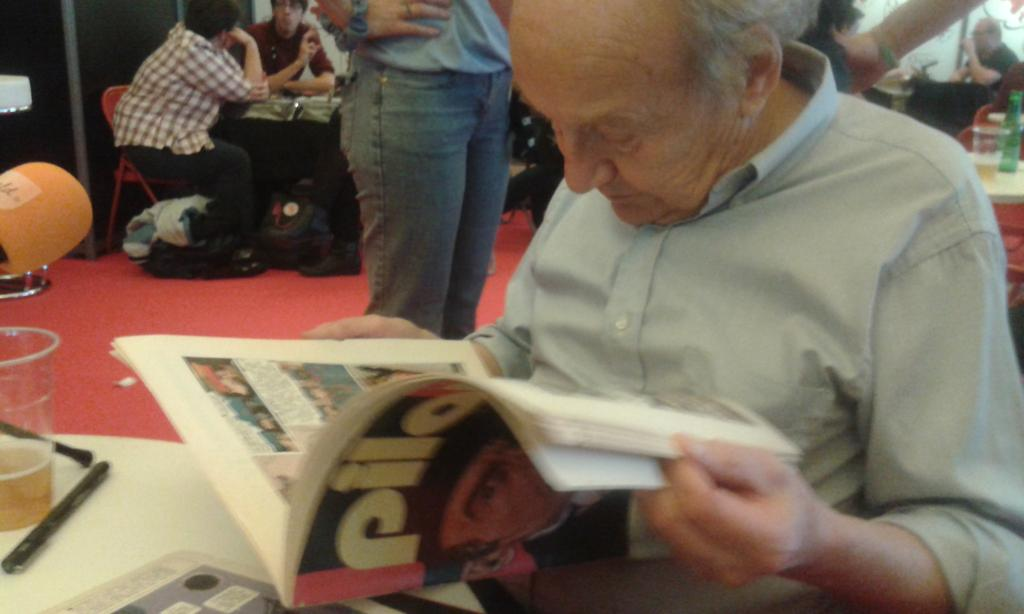
Jean Claude Mézières en interview au Quai des Bulles 2015

En 2019, la fréquentation s'élève à « 42 000 festivaliers pendant trois jours » et l'évènement a rassemblé 752 auteurs.

## Prix décernés
De la première édition à 2008, les trois prix décernés s'appelaient : le prix Bonnet d’âne, qui récompense une carrière et dont le lauréat est chargé de l'affiche du prochain festival, le prix Petit Robert, attribué à un scénariste qui doit alors rédiger l'édito de la revue du festival à venir, et le prix Ballon Rouge, qui vise à révéler un jeune auteur débutant et dont le lauréat est chargé d'illustrer la carte de vœux du festival. 
Depuis 2009, les prix décernés sont le Grand Prix de l'affiche, le Prix Coup de cœur et le Prix Ouest-France - Quai des Bulles, auquel en 2011 s'ajoute le prix Jeune Talent, décerné à un auteur amateur, sur concours. Lancé en 2008, le prix Ouest-France- Quai des Bulles fonctionne comme un prix du public : des professionnels de la bande dessinée choisissent dix ouvrages, qui sont ensuite départagés par un jury de dix lecteurs et lectrices ; le gagnant remporte 2 000 € ainsi qu'une campagne de promotion dans Ouest-France, en version papier et web.

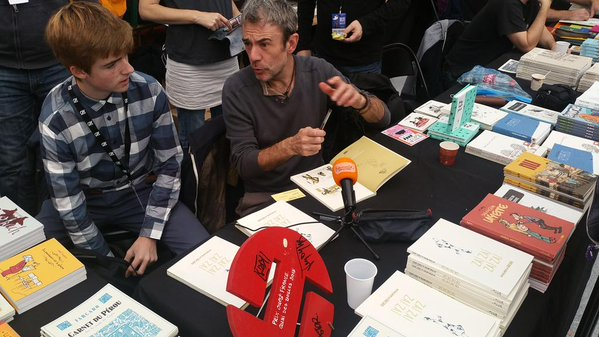
Fabcaro en interview avec Yann Blake à un stand de dédicace (Editions 6 Pieds sous terre) au Quai des Bulles 2015

## Palmarès de 1980 à 2008
| Année | Prix Bonnet d’âne    | Prix Ballon Rouge   | Prix petit Robert   |
| ----- | -------------------- | ------------------- | ------------------- |
| 1980  | Alain Goutal         | Gégé                |                     |
| 1981  | François Bourgeon    |                     |                     |
| 1982  | Solé                 |                     |                     |
| 1983  | Pierre Wininger      | Michel Pichon       |                     |
| 1984  | Golo                 | Nono                |                     |
| 1985  | Jean-Paul Dethorey   |                     |                     |
| 1986  | F'murr               |                     |                     |
| 1987  | Florenci Clavé       | Lidwine             |                     |
| 1988  | Edmond Baudoin       | Charly              |                     |
| 1989  | Lidwine              | Jouyaux             |                     |
| 1990  | Jean-Claude Fournier | Michel Plessix      |                     |
| 1991  | Lax                  | Lucien Rollin       |                     |
| 1992  | Will                 | Emmanuel Lepage     |                     |
| 1993  | Ptiluc               | Jean-Charles Kraehn |                     |
| 1994  | Fred                 | Erwan Fages         |                     |
| 1995  | Maëster              | Alberto Varanda     |                     |
| 1996  | Michel Crespin       | Stéphane Duval      | Luc Brunschwig      |
| 1997  | Christian Rossi      | Fred Simon          | Anne Ploy (Anahire) |
| 1998  | Coyote               | Jérôme Lereculey    | Alain Ayroles       |
| 1999  | Régis Loisel         | Olivier Boiscommun  |                     |
| 2000  | Claire Wendling      | Sandrine Revel      | Étienne Davodeau    |
| 2001  | Andreas              | Yoann               | Emmanuel Moynot     |
| 2002  | Frank Pé             | Xavier Fourquemin   | Fabrice Neaud       |
| 2003  | Joe G. Pinelli       | Olivier Supiot      |                     |
| 2004  | Jean-Pierre Gibrat   | Daphné Collignon    | Olivier Jouvray     |
| 2005  | Olivier Vatine       | Obion               | Émile Bravo         |
| 2006  | Guillaume Sorel      | Zanzim              | Frédéric Boilet     |
| 2007  | Jean-Louis Mourier   | Cyril Pedrosa       | Bruno Heitz         |
| 2008  | Cosey                | Bastien Vivès       | Mathieu Sapin       |

## Palmarès depuis 2009
| Année | Grand Prix de l'affiche | Prix Coup de cœur                                                 | Prix Ouest-France - Quai des Bulles                                | Prix Jeunes Talents | Prix Révélation ADAGP                                                               | Prix BD Jeunesse Ville de Saint-Malo                                              |
| ----- | ----------------------- | ----------------------------------------------------------------- | ------------------------------------------------------------------ | ------------------- | ----------------------------------------------------------------------------------- | --------------------------------------------------------------------------------- |
| 2009  | La bande à Tchô!        | David Prudhomme pour Rebetiko                                     | Lulu femme nue d'Étienne Davodeau                                  |                     |                                                                                     |                                                                                   |
| 2010  | Pascal Rabaté           | Arnaud Malherbe et Vincent Perriot pour Belleville Story          | Une vie chinoise T.2 de Li Kunwu et Philippe Otié                  |                     |                                                                                     |                                                                                   |
| 2011  | Brüno                   | Florent Silloray pour l'album Le carnet de Roger                  | Elmer de Gerry Allanguilan                                         | Lam Chi Hang        |                                                                                     |                                                                                   |
| 2012  | Emmanuel Lepage         | Terreur Graphique                                                 | Kililana Song de Benjamin Flao                                     | Arnaud Muraille     |                                                                                     |                                                                                   |
| 2013  | Frederik Peeters        | Chloé Cruchaudet pour l'album Mauvais Genre                       | Le Loup des mers de Riff Reb's                                     | Florine Pigny       |                                                                                     |                                                                                   |
| 2014  | Guillaume Bouzard       | Damien Cuvillier                                                  | La vision de Bacchus de Jean Dytar                                 | Dounia Caquet       |                                                                                     |                                                                                   |
| 2015  | Sylvain Vallée          | Run pour Mutafukaz                                                | Zaï zaï zaï zaï de Fabcaro                                         | Lise Rémon          |                                                                                     |                                                                                   |
| 2016  | Michel Plessix          | Catherine Meurisse pour La Légèreté                               | L'été diabolik de Thierry Smolderen et Alexandre Clérisse          | Vanessa Robidou     | Néjib pour Stupor Mundi                                                             |                                                                                   |
| 2017  | Clément Oubrerie        | Éric Sagot et Fabien Vehlmann pour Paco les mains rouges          | La Terre des fils de Gipi                                          | Alix Garin          | Robin Cousin pour Le profil de Jean Melville                                        |                                                                                   |
| 2018  | Marion Montaigne        | Steve Cuzor et Yves Sente pour Cinq branches de coton noir        | Ailefroide, altitude 3954 de Jean-Marc Rochette et Olivier Bocquet | Quentin Heroguer    | Aniss El Hamouri pour Comme un frisson                                              |                                                                                   |
| 2019  | Fabien Vehlmann         | Aude Picault pour Déesse                                          | Le Dieu vagabond de Fabrizio Dori                                  | Amaury Favier       | Eric Feres pour Sabre                                                               |                                                                                   |
| 2020  |                         |                                                                   | L'Accident de chasse de David L. Carlson et Landis Blair           | Jean Cremers        | Agnès Hostache pour Nagasaki Mention spéciale : Mikaël Ross pour Apprendre à tomber | Le roi des oiseaux d'Alexander Utkin                                              |
| 2021  | Ralph Meyer             | Cyril Liéron et Benoît Dahan pour Dans la tête de Sherlock Holmes | Jours de sable de Aimée de Jongh                                   | Gessica Maio        | Simon Lamouret pour L'Alcazar                                                       | Lightfall t.1 de Tim Probert                                                      |
| 2022  | Kerascoët               | Alex W. Inker pour Colorado Train                                 | Sermilik, là où naissent les glaces de Simon Hureau                | Lucas Desplatz      | Lisa Blumen pour Avant l’oubli                                                      | Seizième printemps de YunBo                                                       |
| 2023  | Lisa Mandel             | Guillaume Singelin pour Frontier                                  | Résidence autonomie de Eric Salch                                  | Amandine Foccroulle | Sophie Darcq pour Hanbok                                                            | Brume t.1 de Carine Hinder et Jérôme Pélissier                                    |
| 2024  | Nicolas Barral          | Romain Renard pour Revoir Comanche                                | Racines de Lou Lubie                                               | Guillaume Padilla   | Salomé Lahoche pour Ernestine                                                       | Le premier chat dans l'espace a mangé de la pizza, de Mac Barnett et Shawn Harris |

## Photographies d'expositions

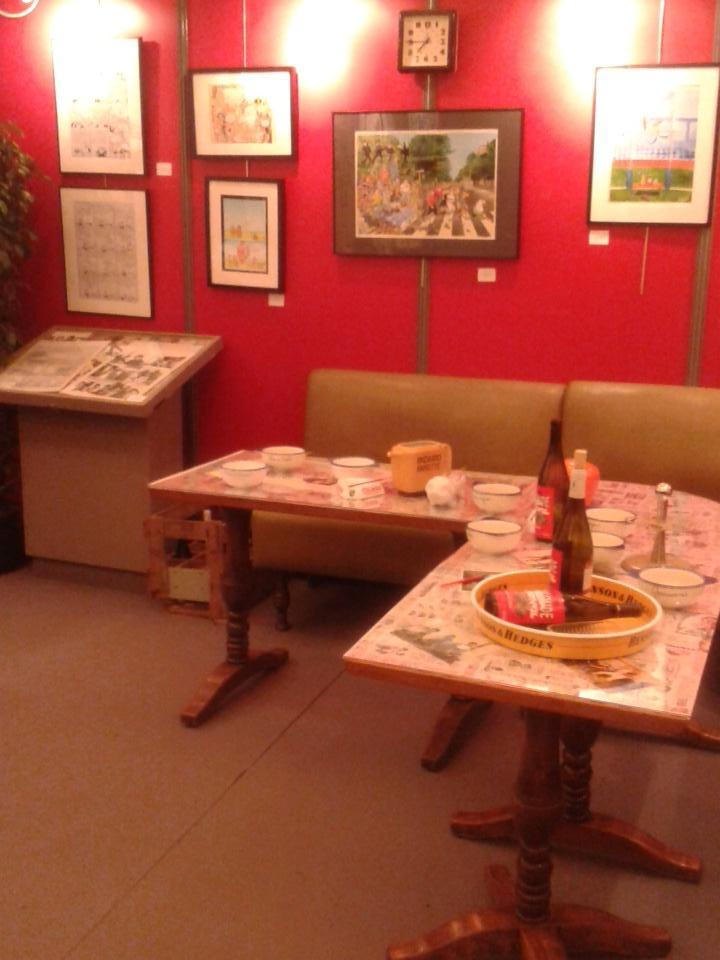
Reproduction d'un bistrot dans l'exposition Fluide Glacial au Quai des Bulles 2015
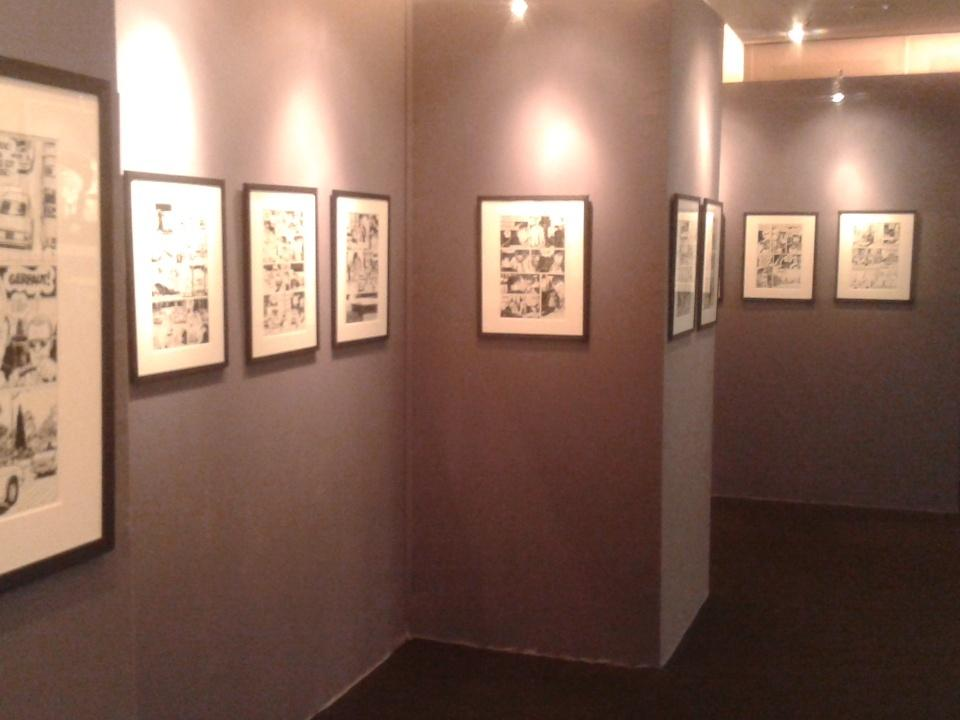
Exposition de l'artiste Jacques Tardi au Quai des Bulles 2015